# Mahinda Rajapaksa
Percy Mahinda Rajapaksa (in singalese පර්සි මහේන්ද්‍ර රාජපක්ෂ; Weerakatiya, 18 novembre 1945) è un avvocato e politico singalese, Presidente dello Sri Lanka dal 2005 al 2015; Primo Ministro dello Sri Lanka dal 2004 al 2005, dal 2018 e dal 2019 al 2022; 
 leader dell'opposizione dal 2002 al 2004 e dal 2018 al 2019 e Ministro delle finanze dal 2005 al 2015 e dal 2019 al 2021. È membro del Parlamento (MP) per Kurunegala dal 2015.
Durante la sua carriera politica, Rajapaksa è stato accusato di molteplici crimini, inclusi crimini di guerra durante gli ultimi anni della guerra civile srilankese, nonché di altre accuse penali tra cui violazioni dei diritti umani durante la sua presidenza, corruzione e, più recentemente, per istigazione alla violenza sui manifestanti anti-governativi il 9 maggio 2022.

## Biografia
Rajapaksa è nato a Percy Mahendra Rajapaksa, a Weeraketiya, nel distretto rurale meridionale di Hambantota da una famiglia politica consolidata nel potere. Suo padre, DA Rajapaksa, era subentrato al seggio di suo fratello DM Rajapaksa nel Consiglio di Stato di Ceylon dopo la morte di quest'ultimo nel maggio 1945. DM Rajapaksa aveva iniziato a indossare lo scialle marrone terroso per rappresentare il kurakkan ( "dito di miglio"), che era coltivato dalla gente della sua zona; ha sostenuto la loro causa per tutta la vita. Negli anni successivi Mahinda Rajapaksa avrebbe seguito l'esempio di suo zio e avrebbe indossato uno scialle simile e caratteristico.
DA Rajapaksa ha continuato ad essere membro del parlamento da Beliatta dal 1947 al 1965, e è stato ministro di gabinetto dell'agricoltura e della terra nel governo di Wijeyananda Dahanayake. Sua madre, Dona Dandina Samarasinghe Dissanayake, era di Palatuwa, Matara. Era il secondo maggiore di nove figli della famiglia che comprendeva sei maschi e tre femmine. I suoi fratelli maggiori sono Chamal, Jayanthi e i fratelli minori Tudor, Gotabaya, Basil, Preethi, Dudley e Gandini.
Esponente del Partito della Libertà dello Sri Lanka, è Presidente dello Sri Lanka dal 2005, dopo aver vinto le elezioni presidenziali del 2005 e quelle del 2010 con il sostegno dell'Alleanza della Libertà del Popolo Unito. Non è più presidente dal 9 gennaio 2015.
È stato Primo ministro per tre mandati dal 2004 al 2005, per due mesi nel 2018 e dal novembre 2019.
È fratello del presidente Gotabaya Rajapaksa.

## Vita privata
Nel 1983, Rajapaksa sposò Shiranthi Wickremesinghe, una psicologa infantile ed educatrice. Shiranthi Rajapaksa è la figlia del comandante E. P. Wickremasinghe, della marina dello Sri Lanka. I Rajapaksa hanno tre figli: Namal, Yoshitha e Rohitha. Nell'aprile 2010, Namal Rajapaksa è stato eletto membro del Parlamento per il distretto di Hambantota, ottenendo il maggior numero di voti preferenziali nell'ex distretto di suo padre. Namal è stato nuovamente eletto al Parlamento ottenendo il maggior numero di voti dal distretto di Hambantota nelle elezioni generali del 2015. Yoshitha Rajapaksa è stato incaricato come sottotenente ad interim nelna Marina dello Sri Lanka nel marzo 2009.
Mahinda Rajapaksa è superstizioso; indossa talismani e consulta gli astrologi nel processo decisionale. È noto per aver acquisito un gran numero di anelli preziosi come portafortuna, alcuni con pietre colorate e capelli di elefante. Questo gli è valso il soprannome di "signore degli anelli". Durante un matrimonio, a cui Rajapaksa ha partecipato come ospite VIP, ha perso un anello tempestato di gemme. Dopo aver cercato di nascosto sotto i tappeti e nei bagni, il personale dell'hotel ha trovato l'anello sul pavimento vicino al tavolo VIP.